# Canton d'Arleux

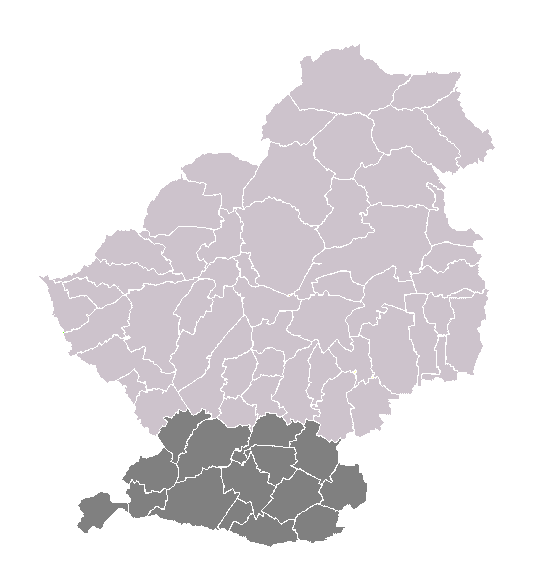
Le canton d'Arleux dans son arrondissement.

Le canton d'Arleux est une ancienne division administrative française, située dans le département du Nord en région Nord-Pas-de-Calais.
Lors du redécoupage cantonal de 2014 en France, il a été intégré  dans le canton d'Aniche.

## Composition
Le canton d'Arleux regroupait les quinze communes suivantes :
| Nom                | Code Insee | Codepostal | Superficie (km2) | Population (dernière pop. légale) | Densité (hab./km2) |
| ------------------ | ---------- | ---------- | ---------------- | --------------------------------- | ------------------ |
| Arleux (chef-lieu) | 59015      | 59151      | 11,10            | 2 982 (2012)                      | 269                |
| Aubigny-au-Bac     | 59026      | 59265      | 5,16             | 1 217 (2012)                      | 236                |
| Brunémont          | 59115      | 59151      | 1,95             | 694 (2012)                        | 356                |
| Bugnicourt         | 59117      | 59151      | 6,28             | 931 (2012)                        | 148                |
| Cantin             | 59126      | 59169      | 9,32             | 1 499 (2012)                      | 161                |
| Erchin             | 59199      | 59169      | 5,28             | 757 (2012)                        | 143                |
| Estrées            | 59214      | 59151      | 5,82             | 1 012 (2012)                      | 174                |
| Féchain            | 59224      | 59247      | 5,14             | 1 849 (2012)                      | 360                |
| Fressain           | 59254      | 59234      | 6,39             | 876 (2012)                        | 137                |
| Gœulzin            | 59263      | 59169      | 4,79             | 1 031 (2012)                      | 215                |
| Hamel              | 59280      | 59151      | 3,59             | 783 (2012)                        | 218                |
| Lécluse            | 59336      | 59259      | 4,96             | 1 379 (2012)                      | 278                |
| Marcq-en-Ostrevent | 59379      | 59252      | 6,27             | 664 (2012)                        | 106                |
| Monchecourt        | 59409      | 59234      | 6,77             | 2 536 (2012)                      | 375                |
| Villers-au-Tertre  | 59620      | 59234      | 4,57             | 611 (2012)                        | 134                |

## Administration: conseillers généraux de 1833 à 2015

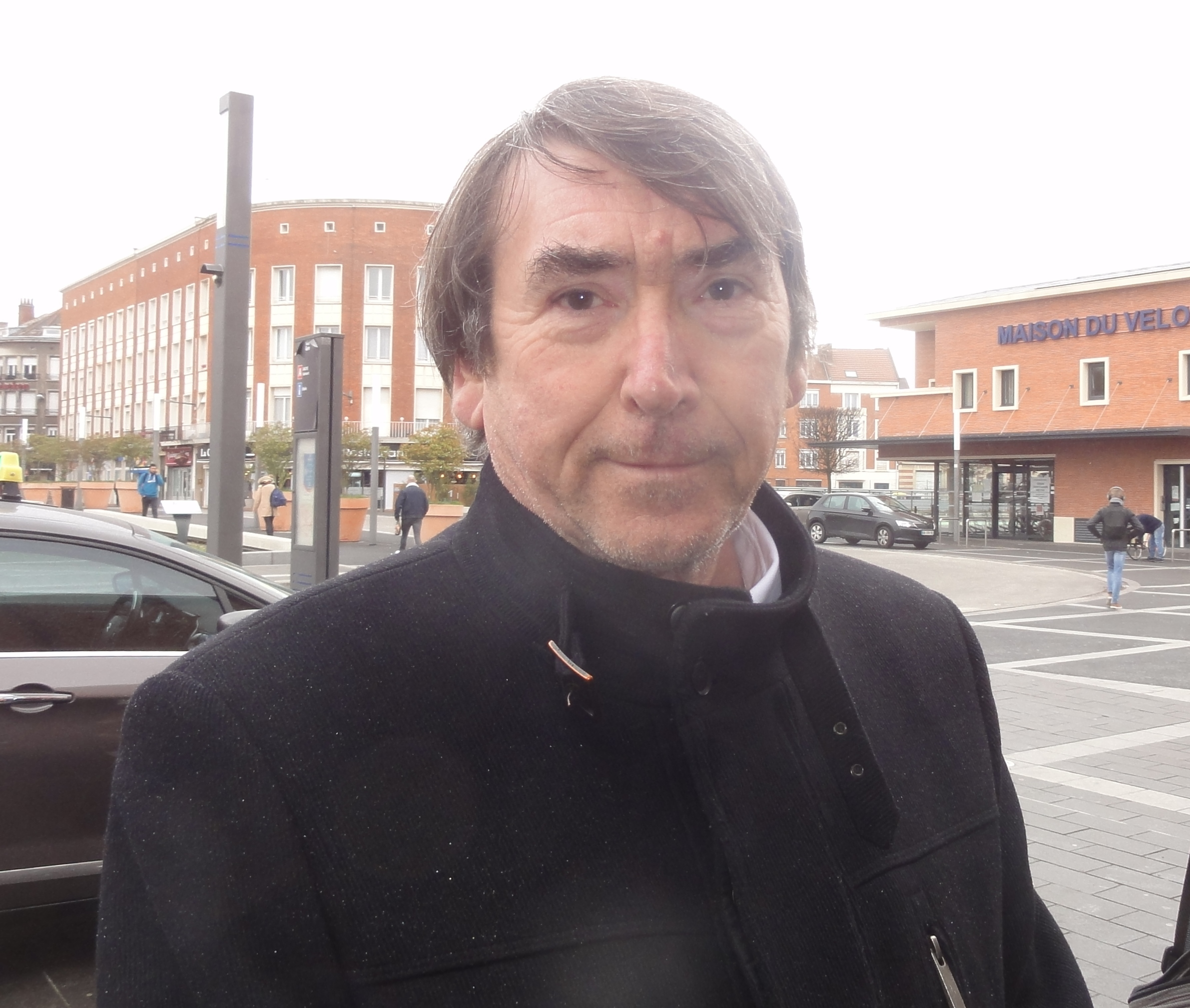
Charles Beauchamp lors de la manifestation contre la suppression des dessertes TGV en gare de Douai du 2 mars 2019.

- De 1833 à 1848, les cantons de Douai Sud et d'Arleux avaient le même conseiller général. Le nombre de conseillers généraux était limité à 30 par département[1].

| Période | Période          | Identité                                           | Étiquette                 | Qualité |
| ------- | ---------------- | -------------------------------------------------- | ------------------------- | --- |
| 1833    | 1839             | Joseph Houdart                                     |                           | Fabricant de sucre indigène Maire de Villers-au-Tertre |
| 1839    | 1848             | Emmanuel Choque                                    | Majorité dynastique       | Notaire, Maire de Douai (1860-1863) Député du Nord (1845-1846, 1848-1851, 1852-1863, 1869-1870) |
| 1848    | 1852             | Louis Taffin d'Heursel                             |                           | Propriétaire, maire de Gœulzin |
| 1852    | 1861             | Édouard Guilbert                                   |                           | Cultivateur, maire de Cantin |
| 1861    | 1870             | Marquis Jules, Baron de Cuincy d'Aoust de Jumelles |                           | Maire de Cuincy |
| 1871    | 1876 (démission) | Alfred Billet                                      |                           | Fabricant de sucre à Cantin |
| 1876    | 1877             | Charles Alfred Lanvin (1825-1900)                  | Droite                    | Cultivateur, fabricant de sucre, maire de Fressain |
| 1877    | 1901             | Charles Mention                                    | Républicain Centre gauche | Propriétaire - Maire de Douai (1888 → 1891) Député du Nord (1876 → 1881) |
| 1901    | 1937             | André Le Glay                                      | RG                        | Avocat à Douai, maire de Cantin |
| 1937    | 1940             | Albert Delevallée (1881-1944)                      | PC-SFIC (jusqu'en 1939)   | Avocat, ancien adjoint au maire de Somain |
|         |                  |                                                    |                           | |
| 1943    | 1945             | Alfred Verrier                                     |                           | Cultivateur Maire de Brunémont Nommé conseiller départemental en 1943 |
|         |                  |                                                    |                           | |
| 1945    | 1949             | Marcel Bléquy                                      | PCF                       | Maire de Féchain |
| 1949    | 1973             | Paul Boillet                                       | SFIO puis PS              | Professeur - Maire de Cantin |
| 1973    | 1994 (décès)     | Émile Beauchamp                                    | PCF                       | Maire d'Arleux (1971 → 1995) |
| 1995    | 1996 (décès)     | Ferdinand Binet                                    | PCF                       | Directeur de l'école des Beaux-arts de Cambrai Maire d'Arleux (mars à juin 1995) Décédé en fonction |
| 1996    | 2015             | Charles Beauchamp (fils d'E.Beauchamp)             | PCF                       | Fonctionnaire du ministère de l’Intérieur en disponibilité Vice-président du conseil général ( ? → 2015) Président du groupe Communiste - Front de Gauche Conseiller départemental d'Aniche (2015 →) Député-suppléant |

## Conseillers d'arrondissement (de 1833 à 1940)
| Période      | Période | Identité                                      | Étiquette | Qualité |
| ------------ | ------- | --------------------------------------------- | --------- | --- |
| 1833         | 1833    | M. Piéron                                     |           | Fabricant de sucre à Cantin, juge de paix à Arleux                                                          |
| 1833         | 1836    | Jean Baptiste Louis Joseph Lanvin (1782-1851) |           | Cultivateur, maire de Fressain                                                                              |
| 1834         | 1839    | Philippe Bommart-Déquersonnière (1780-1858)   |           | Enrepreneur de fortifications, propriétaire à Douai                                                         |
| 1836         | 1848    | Philippe Joseph Lepeuple (1783-1849)          |           | Notaire, propriétaire, suppléant du juge de paix d'Arleux                                                   |
| 1839         | 1848    | Louis François Joseph Dumarquez               |           | Maire d'Esquerchin                                                                                          |
|              |         |                                               |           | |
| 1904         | 1919    | Victor Drocourt                               | Radical   | Meunier, négociant, maire d'Arleux                                                                          |
| 1919         | 1939    | Georges Lefebvre                              | FR        | Négociant, maire d'Arleux, Président du Conseil d'arrondissement                                            |
| 15 mars 1939 | 1940    | Pierre Bochu                                  | PC-SFIC   | Mineur, adjoint au maire de Monchecourt Démis de ses mandats en septembre 1939 par le décret Daladier       |
| 1940         |         |                                               |           | Les conseils d'arrondissement ont été suspendus par la loi du 12 octobre 1940 et n'ont jamais été réactivés |

## Démographie
| 1962   | 1968   | 1975   | 1982   | 1990   | 1999   | 2006   | 2011   | 2012   |
| ------ | ------ | ------ | ------ | ------ | ------ | ------ | ------ | ------ |
| 14 523 | 15 319 | 15 328 | 16 818 | 18 025 | 18 345 | 18 094 | 18 809 | 18 821 |

### Pyramide des âges
Comparaison des pyramides des âges du canton d'Arleux et du département du Nord en 2006
| Hommes | Classe d’âge   | Femmes |
| ------ | -------------- | ------ |
| 0,3    | 90 ans et plus | 1      |
| 4,8    | 75 à 89 ans    | 8,3    |
| 11,3   | 60 à 74 ans    | 13,3   |
| 23,3   | 45 à 59 ans    | 21,8   |
| 22     | 30 à 44 ans    | 20,2   |
| 18,8   | 15 à 29 ans    | 17,4   |
| 19,5   | 0 à 14 ans     | 18,1   |

| Hommes | Classe d’âge   | Femmes |
| ------ | -------------- | ------ |
| 0,2    | 90 ans et plus | 0,8    |
| 4,3    | 75 à 89 ans    | 7,9    |
| 10,3   | 60 à 74 ans    | 11,9   |
| 19,7   | 45 à 59 ans    | 19,4   |
| 21,1   | 30 à 44 ans    | 20,1   |
| 22,6   | 15 à 29 ans    | 21     |
| 21,6   | 0 à 14 ans     | 19     |